# Ceutorhynchinae
Ceutorhynchinae Gistel, 1848 è una sottofamiglia di coleotteri della famiglia Curculionidae.

## Tassonomia
Comprende le seguenti tribù:
- tribù Ceutorhynchini Gistel, 1848
- tribù Cnemogonini Colonnelli, 1979
- tribù Egriini Pajni and Kohli, 1982
- tribù Hypohypurini Colonnelli, 2004
- tribù Hypurini Schultze, 1902
- tribù Lioxyonychini Colonnelli, 1984
- tribù Mecysmoderini Wagner, 1938
- tribù Mononychini LeConte, 1876
- tribù Phytobiini Gistel, 1848
- tribù Scleropterini Schultze, 1902

### Generi presenti in Europa[2]
- Amalorrhynchus Reitter 1913
- Amalus Schönherr 1825
- Aphytobius Wagner 1937
- Auleutes Dietz 1896
- Barioxyonyx Hustache 1931
- Bohemanius Schultze 1898
- Boragosirocalus Dieckmann 1975
- Brachiodontus Schultze 1897
- Calosirus C. G. Thomson 1859
- Ceutorhynchus Germar 1824
- Coeliastes Weise 1883
- Coeliodes Schönherr 1837
- Coeliodinus Dieckmann 1972
- Datonychidius Korotyaev 1997
- Datonychus Wagner 1944
- Drupenatus Reitter 1913
- Ectamnogaster Schultze 1903
- Ethelcus Reitter 1916
- Eubrychius C. G. Thomson 1859
- Eucoeliodes Smreczynski 1974
- Glocianus Reitter 1916
- Hadroplontus C. G. Thomson 1859
- Hesperorrhynchus Peyerimhoff 1926
- Homorosoma Frivaldszky 1894
- Hypurus Rey 1882
- Marmaropus Schönherr 1837
- Mesoxyonyx Korotyaev 1997
- Micrelus C. G. Thomson 1859
- Microplontus Wagner 1944
- Mogulones Reitter 1916
- Mogulonoides Colonnelli 1986
- Mononychus Germar 1824
- Nedyus Schönherr 1825
- Neoglocianus Dieckmann 1972
- Neophytobius Wagner 1936
- Neoxyonyx Hoffmann 1930
- Oprohinus Reitter 1916
- Oreorrhynchaeus Otto 1894
- Paracoeliodes Colonnelli 1979
- Parethelcus Dieckmann 1972
- Paroxyonyx Hustache 1931
- Pelenomus C. G. Thomson 1959
- Phoeniconyx Korotyaev 1997
- Phrydiuchus Gozis 1885
- Phytobius Schönherr 1833
- Poophagus Schönherr 1837
- Prisistus Reitter 1916
- Pseudocoeliodes Hoffmann 1956
- Pseudophytobius Desbrochers 1884
- Ranunculiphilus Dieckmann 1969
- Rhinoncus Schönherr 1825
- Rutidosoma Stephens 1831
- Scleropterus Schönherr 1825
- Sirocalodes Voss 1958
- Stenocarus C. G. Thomson 1859
- Tapeinotus Schönherr 1826
- Thamiocolus C. G. Thomson 1859
- Theodorinus Korotyaev 1982
- Trichosirocalus Colonnelli 1979
- Zacladus Reitter 1913